# Evgueni Novitski
Pour les articles homonymes, voir Novitski.
Evgueni ou Ievgueni Grigorievich Novitski (en russe : Евге́ний Григо́рьевич Нови́цкий) est un ingénieur et entrepreneur russe, ancien président du grand conglomérat AFK Sistema qui détient de nombreuses entreprises diversifiées. Il est également président du conseil d'administration de l'Université technique d'État Bauman de Moscou, dont il est diplômé depuis 1985. Il est aujourd'hui l'un des présidents de la société de production électronique RTI Systems.

## Biographie et éducation
Evgueni Novitski est né le 19 novembre 1957 dans l'oblast de Tomsk.
Il est diplômé de l’Université technique d'État Bauman de Moscou en 1985 en tant qu'ingénieur aéronautique. Après ses études, il continue à travailler à l'université jusqu'en 1990 en tant qu'ingénieur mathématicien et obtient son diplôme, tout en travaillant sur divers projets scientifiques pour l'industrie russe de la défense. Il a également un diplôme de candidat en sciences techniques.
En 1989 et 1990, il étudie également la gestion au sein de l’Institut d'État des relations internationales de Moscou et à la Business School de Manchester. Il est l'auteur de plusieurs articles scientifiques, dont deux monographies consacrées à la gestion d'entreprise à grande échelle et à la sécurité informatique.

### Parrainage et charités
Il est membre du conseil d'administration de l'Université Bauman et soutient régulièrement financièrement de jeunes ingénieurs pour participer à des concours internationaux. Il est également impliqué dans des activités caritatives, principalement dans le financement de projets liés aux chirurgies urgentes des enfants appelés « dernier appel ». Parmi ses intérêts figurent également les marathons de bienfaisance, les films de promotion de la santé, l'aide aux vétérans de la guerre moderne.
Il a 6 enfants qui participent à ses actions caritatives.

## Activités commerciales
De 1991 à 1995, Novitski dirige une équipe de production chargée de produire des ordinateurs personnels à la Kvant factory (ru) à Zelenograd (assemblage de PC à partir de pièces et création d'authentiques PC russes).
En 1995, il devient l'un des dirigeants (avec Vladimir Ievtouchenkov) de la société holding AFK Sistema,, (également connue sous le nom de Sistema JSFC) qui regroupe diverses entreprises, parmi lesquelles MTS,.
De 1995 à 2005, il est président de Sistema, et de 2005 à 2006, président du conseil d'administration. De 2006 à 2013, il est membre du conseil d'administration et de 2011 à 2013 administrateur indépendant. Novitski est responsable du développement général de Sistema au cours de ces années, en particulier selon le plan stratégique élaboré conjointement par Novitski et Deloitte & Touche, qui comprend la procédure d'introduction en bourse.
Depuis 2013, Evgueni Novitski est l'un des dirigeants de la société de production électronique RTI Systems, tant que président et vice-président du conseil d'administration. L'entreprise est créée conjointement par Sistema et la Banque de Moscou et est spécialisée dans la production d'équipements de haute technologie (principalement de l'électronique radio ) à des fins de défense et commerciales. En 2017, RTI Systems figurait au 86e rang du classement Defense News Top 100 selon Defense News.
Dans les années 2010, Novitski annonce un projet dans le domaine des crypto-monnaies et de la blockchain, en collaboration avec l'Imperial College de Londres.